# Ébalo de Comborn
Ébalo de Comborn (em latim: Ebalus; em francês: Ebles; c. 953 - entre 1030 e 1036) foi um nobre da França medieval, tendo sido 2º visconde de Comborn e 4º visconde de Turenne.

## Relações familiares
Foi filho de filho de Arquibaldo de Comborn (c. 935 - 995) e de Sulpícia de Turenne (940 -?). Casou com Beatriz da Normandia (c. 955 -?), filha de Ricardo I da Normandia (nascido em 28 de Agosto de 933, em Fécamp, na Normandia; falecido em 20 de Novembro de 996, em Fécamp) entre 942 e 996 e de Gunora da Dinamarca (936 - 1031), de quem teve:
1. Guilherme I de Turenne (c. 995 - 1037), 5.º visconde de Turenne, por ter sido quem viria a herdar o título condal, título que passou ao seu filho Bosão I de Turenne (c. 1030 — 1096) que assim foi o 6.º visconde de Turenne.
2. Arcambaldo II de Comborn e Ventadour, casado com Rotberga de Rochechouart.
3. Audearda de Comborn casou com Bernardo de Dent.